# SR 88
SR 88 (Singapore Rifle 88) je singapurska automatska puška koja je nastala kao nasljednica prethodnika SAR 80.

## Povijest i razvoj
Nakon lošeg prodajnog rezultata puške SAR 80 i zajedničke suradnje s britanskim Sterlingom na modelu SAR 87, singapurska vojna industrija CIS (današnji ST Kinetics) je odlučila razviti noviju pušku s boljim dizajnom. Tako je stvorena ideja za nastanak SR 88. Veliki dio dijelova i mehanizam bili su identični onima sa SAR 80 dok je kasnije modele odlikovala veća kvaliteta materijala, primjerice na pištoljskom rukohvatu i kundaku (kod modela SR 88A). Ta inačica se proizvodila u dva modela, standardnoj i karabinskoj varijanti (model za specijalne jedinice s kraćom cijevi i uvlačivim kundakom).
Cijev puške je kromirana a na njen vrh je postavljen skrivač plamena koji može poslužiti i za izbacivanje tromblona. Također, na nju se može montirati američki 40 mm bacač granata bez potrebe za modifikacijom. Puška je kompatibilna s američkim STANAG okvirima (s M16) kao i dobošima C-mag.
Oružje je u manjoj mjeri korišteno u singapurskim oružanim snagama te je uglavnom prodavano na inozemnom tržištu.

## Inačice
- SR 88: osnovna inačica s fiksnim kundakom koja se proizvodila od 1988. do 1995.[2]
- SR 88A: kod ove inačice su korišteni kvalitetniji i izdržljiviji materijali poput fiberglassa i aluminija dok su neki dijelovi poput cijevi kromirani.[2] Ovaj model se proizvodio do 2000. godine.[2]
- SR 88A Carbine: karabinska inačica modela SR 88A koja je zbog kompaktnih dimenzija namijenjena padobrancima.[2]

## Korisnici
- Singapur: puška je korištena u singapurskoj vojsci[2] ali ju je zamijenila modernija puška bullpup konfiguracije, SAR 21.[1]
- Slovenija: slovenska vojska.[2]
- Somalija: u zemlji kojom je harao građanski rat pronađena je manja količina pušaka SAR 80 i SR 88.[3]